# Schenkenberg (Delitzsch)
Schenkenberg ist ein Ortsteil der Großen Kreisstadt Delitzsch im Landkreis Nordsachsen des Freistaates Sachsen. Die Gemeinde wurde 1378 erstmals urkundlich erwähnt und 1996 nach Delitzsch eingemeindet. Der Ortsteil hat rund 830 Einwohner (Stand 2011).

## Lage
Der Ortsteil Schenkenberg liegt etwa drei Kilometer nordwestlich vom Stadtzentrum Delitzschs entfernt. Östlich verläuft, von Süden kommend der Lober, mit dem ihm umgebenden Landschaftsschutzgebiet Loberaue. Im Süden grenzt Schenkenberg an Kertitz, im Norden an Rödgen und westlich an Storkwitz.

## Geschichte
Am 13. Juli 1252 wurde der Ort erstmals in einer Urkunde Dietrichs von Brehna erwähnt. Als Gründer gelten die Grafen von Landsberg, welche hier die Burg eines Schenken von Landsberg errichteten. Daraus ging das spätere Rittergut als wirtschaftliches Zentrum des Dorfes hervor. Durch den Ankauf von Bauernstellen im 16. Jahrhundert und die Einbeziehung von zerstörten Bauerngütern nach dem Dreißigjährigen Krieg kam der Landbesitz zu seinem späteren Umfang.
Schenkenberg gehörte bis 1815 zum kursächsischen Amt Delitzsch. Durch die Beschlüsse des Wiener Kongresses kam der Ort zu Preußen und wurde 1816 dem Kreis Delitzsch im Regierungsbezirk Merseburg der Provinz Sachsen zugeteilt, zu dem er bis 1952 gehörte. Im Zuge der Kreisreform in der DDR von 1952 wurde Schenkenberg dem neu zugeschnittenen Kreis Delitzsch im Bezirk Leipzig zugeteilt, welcher 1994 im Landkreis Delitzsch aufging. 1950 wurde der nördlich gelegene Ort Rödgen nach Schenkenberg eingemeindet.
Am 1. Januar 1997 wurde Schenkenberg mit den bis dahin ebenfalls eigenständigen Dörfern Poßdorf, Rödgen, Spröda und Storkwitz nach Delitzsch eingemeindet.

### Einwohnerentwicklung
(jeweiliger Gebietsstand)
| Datum  | Einwohner                                      |
| ------ | ---------------------------------------------- |
| 1551   | 12 Hufner, 14 Inwohner                         |
| 1747   | 4 Hufner, 22 Gärtner, 28 Häusler, 8 Halbhufner |
| 1818   | 322                                            |
| 1880   | 427                                            |
| 1895   | 453                                            |
| 1910   | 435                                            |
| 1925   | 602                                            |
| 1939   | 514                                            |
| 1946   | 782                                            |
| 1950 ¹ | 1212                                           |
| 1964   | 978                                            |

| Datum (zum 31.12.) | Einwohner |
| ------------------ | --------- |
| 1990               | 931       |
| 1991               | 947       |
| 1992               | 951       |
| 1993               | 993       |
| 1994               | 1064      |
| 1995               | 1110      |
| 1996               | 1243      |
| 2011 ²             | 832       |

¹ Eingemeindung

² nur Hauptwohnsitze am 30.09. (Quelle: Einwohnermeldeamt Stadt Delitzsch)

## Politik
Schenkenberg verfügt über einen eigenen Ortschaftsrat mit sieben Sitzen und einem Ortsvorsteher sowie Stellvertreter. Zuständig ist der Rat für die Delitzscher Ortsteile Rödgen und Storkwitz sowie Schenkenberg selbst. Bei den letzten Ortschaftsratswahlen am 26. Mai 2019 entfielen vier Sitze auf die Freien Wähler (46,1 %), zwei Sitze auf die CDU (35,8 %) und ein Sitz auf die Linke (15,8 %). Ortsvorsteher ist Lars Winkler (CDU), Stellvertreterin Kathrin Nagel (FWG).
| Parteien und Wählergemeinschaften | Parteien und Wählergemeinschaften           | Stimmenanteil 2019 | Sitze 2019 | Stimmenanteil 2014 * | Sitze 2014 |
| --------------------------------- | ------------------------------------------- | ------------------ | ---------- | -------------------- | ---------- |
| CDU                               | Christlich Demokratische Union Deutschlands | 35,8 %             | 2          | 60,2 %               | 5          |
| LINKE                             | Die Linke                                   | 15,8 %             | 1          | 21,8 %               | 1          |
| FWG                               | Freie Wähler                                | 46,1 %             | 4          | 18,0 %               | 1          |
| SPD                               | Sozialdemokratische Partei Deutschlands     | 2,3 %              | 0          | -                    | -          |
| Gesamt                            | Gesamt                                      | 100 %              | 7          | 100 %                | 7          |
| Wahlbeteiligung                   | Wahlbeteiligung                             | 68,8 %             | 68,8 %     | 49,9 %               | 49,9 %     |

|}
- Linke: 1
- FW: 4
- CDU: 2

## Kultur und Sehenswürdigkeiten

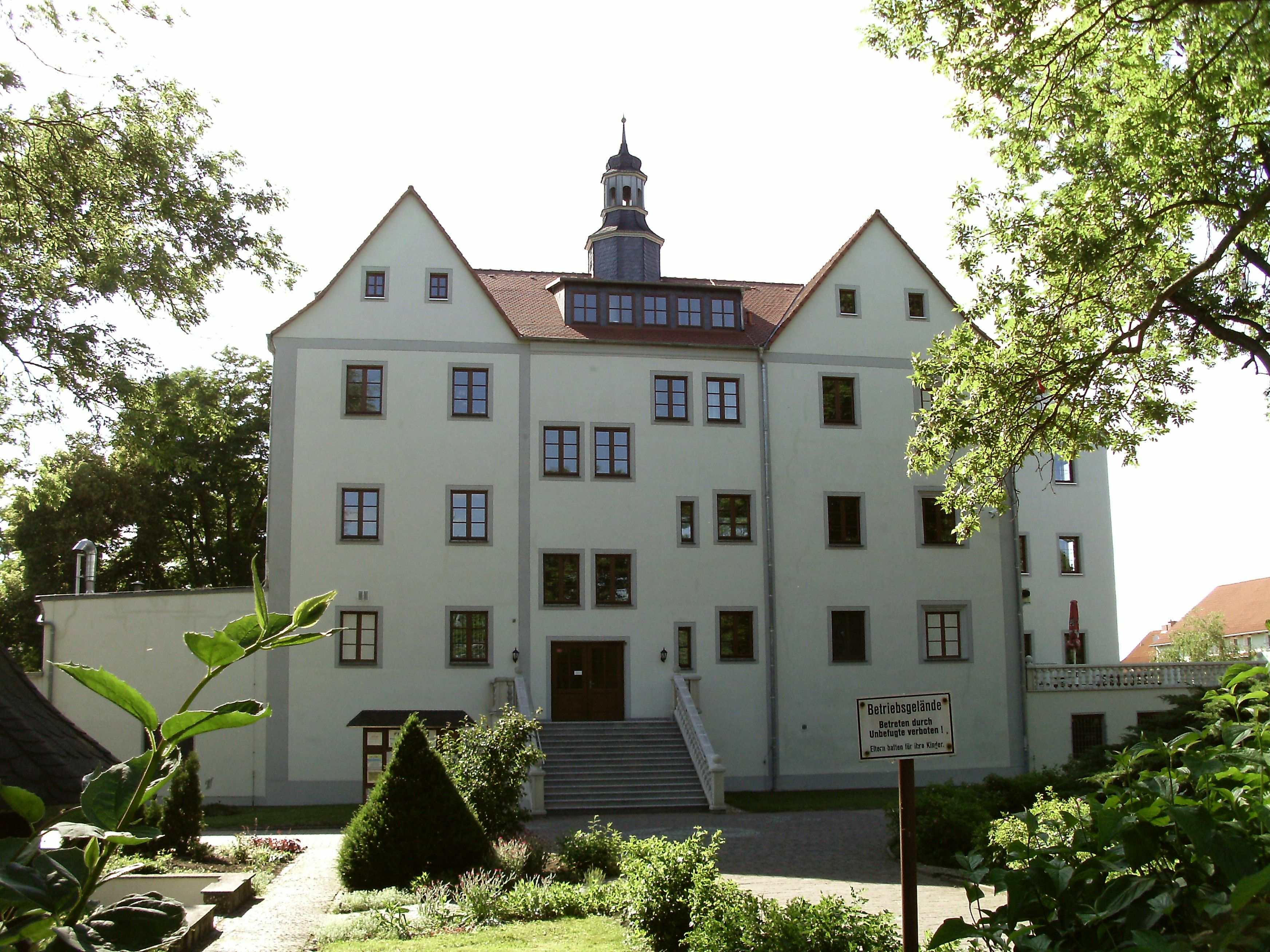
Rittergut

### Rittergut
Das Herrenhaus des Ritterguts wurde 1284 erwähnt. Erbauer waren die Herren von Schenkenberg, die in dieser Gegend bereits seit Mitte des 13. Jahrhunderts ansässig waren und das Rittergut bis in die Mitte des 16. Jahrhunderts hinein besaßen. Durch die Folge des Schmalkaldischen Krieges ging im Jahr 1547 die Kurwürde der Wettiner von den Ernestinern an die Albertiner über, wodurch das Rittergut Schenkenberg nun zum albertinischen Kurfürstentum Sachsen gehörte. 1551 erlosch mit Tilo von Schenkenberg die Familie im Mannesstamm. Von 1558 bis 1791 ging die Besitzung an die Familie von Miltitz über. Gegen Ende des 18. Jahrhunderts erfolgte der Abbruch des alten Herrenhauses, welcher durch einen Neubau ersetzt wurde. 1791 kaufte die Familie Wenck das Rittergut, 1885 folgte die Familie Baumgarten.
Heute ist das Rittergut ein Gewerbeobjekt und wird unter anderem von einer Bildungs- und Projektentwicklungsgesellschaft und einem Restaurant genutzt.

### Kirche
Die Kirche ist ein barockes Bauwerk mit reichgestalteter Ausstattung, das unter Verwendung eines romanischen Turmrests 1746 erbaut wurde.

### Pfarrscheune
Die Pfarrscheune Schenkenberg ist ein alternatives kulturelles Gemeindezentrum, das durch das Evangelische Kirchspiel und den 1998 gegründeten Verein Scheune im Pfarrgarten Schenkenberg e. V. getragen wird. Ziele des Vereins sind der Unterhalt der Scheune sowie die Durchführung verschiedener Veranstaltungen. So finden hier neben Gemeindeveranstaltungen auch Konzerte und Kabarettauftritte statt.

### Blasmusikverein
Im Jahr 1990 wurde der Blasmusikverein Schenkenberg e. V. gegründet. Der Ursprung dieses Vereins liegt in der 1961 gegründeten Feuerwehrkapelle der Feuerwehr Schenkenberg. Im Jahr 2014 zählte der Verein 25 Mitglieder.

### Gemeinsam in Schenkenberg
Der am 21. November 2018 in Schenkenberg gegründete Verein „Gemeinsam in Schenkenberg e. V.“ hatte sich zum Ziel gesetzt, das Gebäude der Klinkerschule zu erhalten und das Dorf aktiv mit Leben zu füllen.

## Persönlichkeiten
- Christian Saalbach (1653–1713), klassischer Philologe, Hochschullehrer und Dichter
- Siegfried Mehnert (* 1963), ehemaliger Boxer
- Else Merke  (1920–2005), Funktionärin der DDR-Blockpartei DBD und der DDR-Massenorganisation DFD, zeitweilig Mitglied des Staatsrates der DDR sowie Volkskammerabgeordnete.
- Helmut Merke (1919–1988),  Mitbegründer und bis zum Eintritt in die Rente 1984 Vorsitzender der Landwirtschaftlichen Produktionsgenossenschaft (LPG) „7. Oktober“ Schenkenberg.